# Destrucció de patrimoni per Estat Islàmic

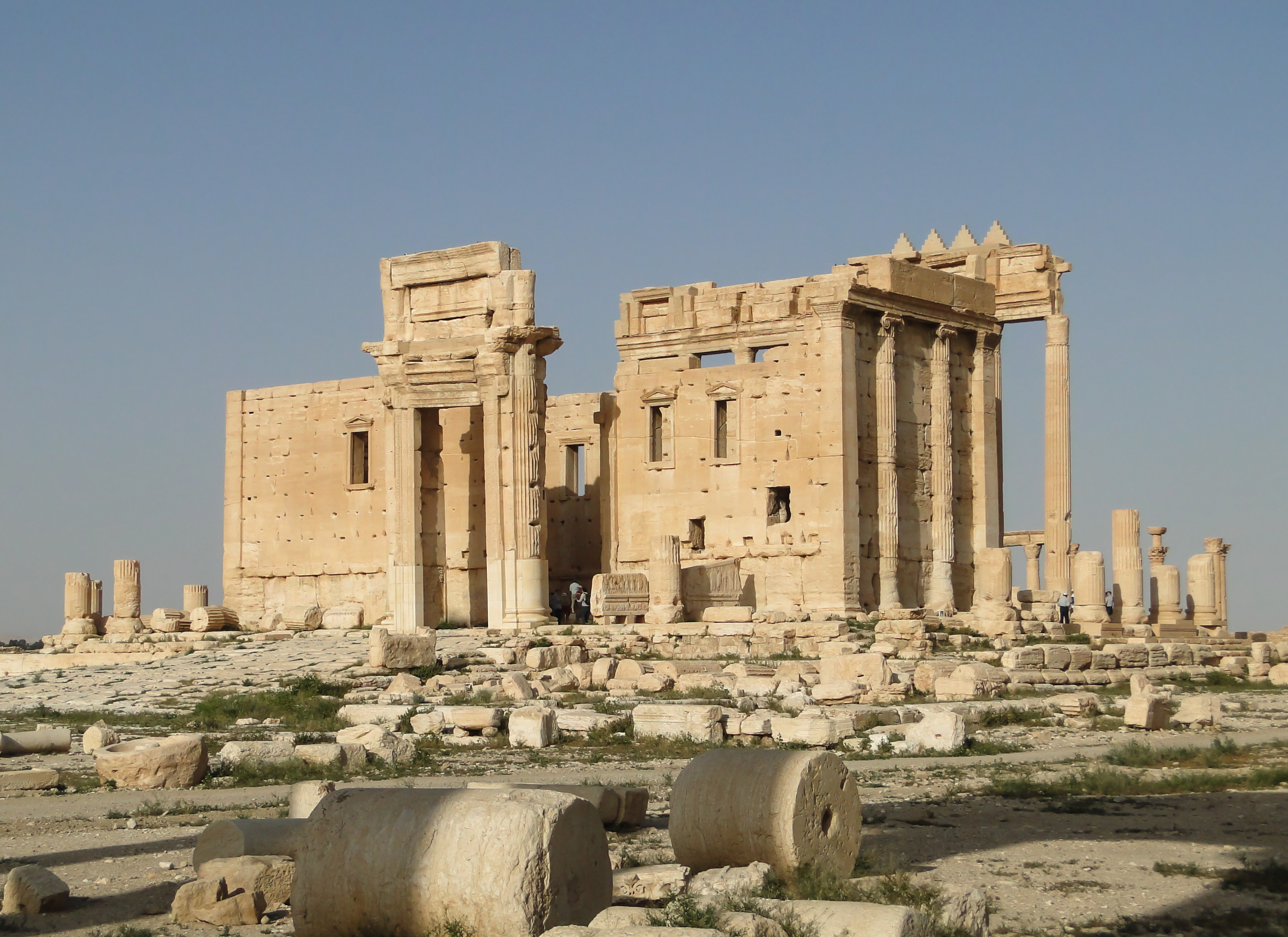
El Temple de Baal de Palmira, construït el 32 dC, va ser totalment destruït per ISIL l'agost de 2015

La destrucció de patrimoni per Estat Islàmic va ser una pràctica habitual a partir del 2014 a l'Iraq, Síria i una part de Líbia. La destrucció deliberada es dirigí contra llocs de culte i elements històrics antics situats en zones que estaven sota control d'ISIL. A l'Iraq, entre la caiguda de Mossul el juny de 2014 i el febrer de 2015, l'Estat Islàmic de l'Iraq i el Llevant (ISIL) va saquejar i destruir almenys 28 edificis religiosos històrics. Els elements valuosos d'alguns edificis van ser saquejats per contrabandistes que els van vendre per finançar activitats d'ISIL.
ISIL utilitza una unitat anomenada Kata'ib Taswiyya (batallons de liquidació) per seleccionar objectius per enderrocar. La directora general de la UNESCO, Irina Bokova, va anomenar les activitats de l'ISIL en aquest sentit com «una forma de genocidi cultural» i va iniciar la campanya Unite4Heritage per protegir llocs de valor patrimonial amenaçats pels extremistes.

## Motivació
ISIL justifica la destrucció dels llocs que són patrimoni cultural a partir dels arguments d'un determinat salafisme extrem que, segons els seus seguidors, dona una gran importància a l'establiment del monoteisme i l'eliminació del politeisme. Si bé sovint se suposa que les accions del grup són actes de vandalisme sense sentit, hi ha un fonament ideològic en la destrucció. ISIL considera que les seves accions en llocs com Palmira i Nimrud estan d'acord amb la tradició islàmica sunita. Tanmateix, val la pena assenyalar que els musulmans no havien mostrat atenció vers aquests indrets que són patrimoni cultural, i els governants musulmans no havien actuat gairebé mai amb la intenció de destruir-los en països com Afganistan, Egipte, Iraq, Síria, Iran. L'únic país que destrueix activament el seu patrimoni cultural és Aràbia Saudita, el govern del qual, de la mateixa manera que ISIL, també segueix la versió salafi de l'Islam sunnita.
Més enllà dels aspectes ideològics de la destrucció, hi ha altres motius més pràctics per a la destrucció de llocs històrics per ISIL. La destrucció d'aquests llocs fàcilment capta l'atenció del món, atesa la gran cobertura mediàtica i la condemna internacional que ve després. La destrucció de ruïnes històriques també permet a ISIL netejar el passat per començar de nou, sense deixar rastres de cultures o civilitzacions prèvies, alhora que plataforma una plataforma ideal al grup per establir la seva identitat pròpia i deixar la seva empremta en la història. Malgrat les imatges que mostren l'extrema destrucció, ISIL també ha estat fent ús de les antiguitats saquejades per finançar les seves activitats. Malgrat la prohibició de l'ONU pel que fa al comerç d'artefactes saquejats a Síria des del 2011, el grup ha estat fent contraban amb aquests objectes a l'Orient Mitjà i al mercat negre d'Europa i Amèrica del Nord.

## Patrimoni destruït

### Mesquites i santuaris

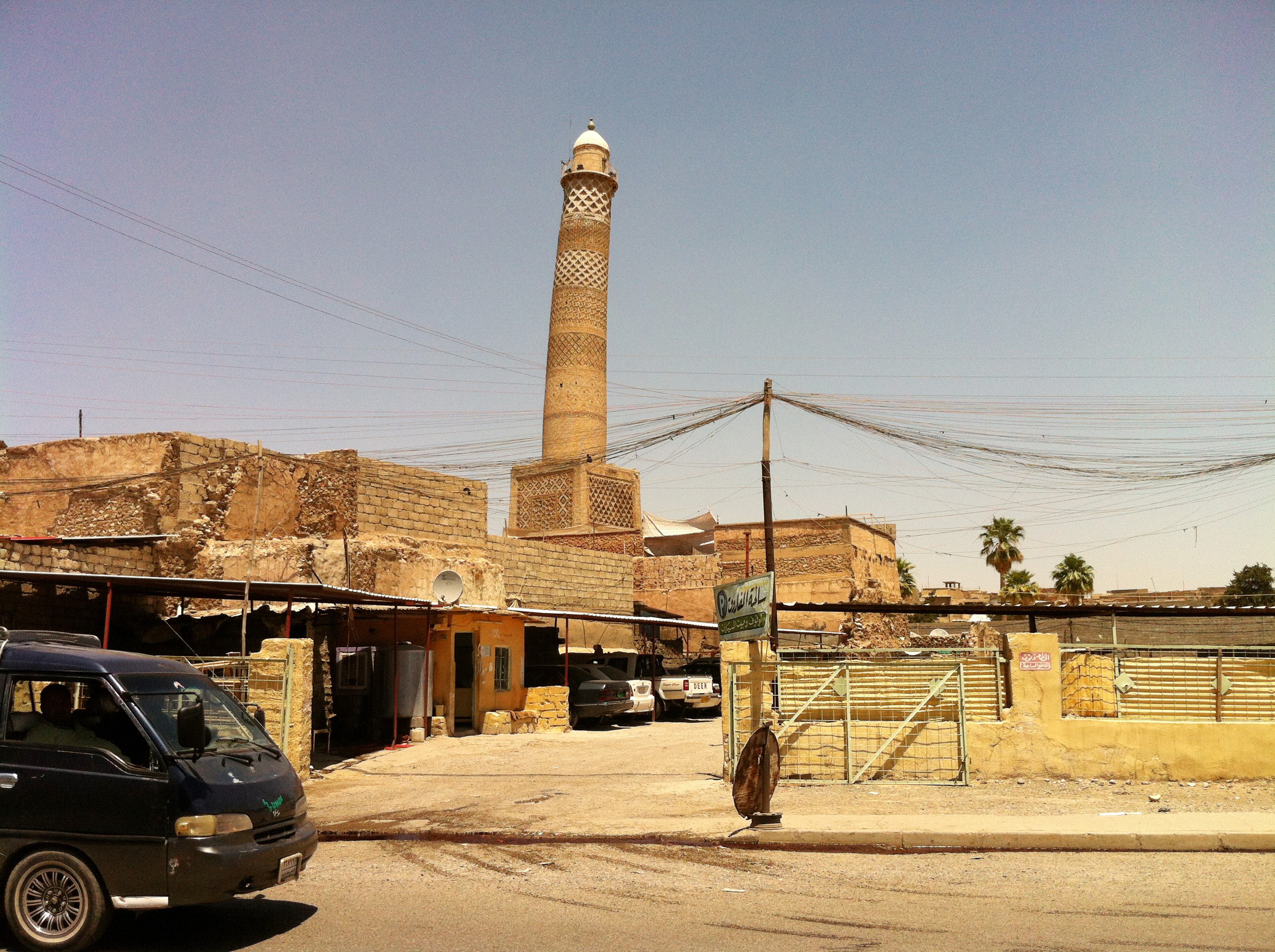
Minaret inclinat de la gran mesquita d'Al-nuri. Destruït per ISIL el 22 de juny de 2017 durant la Batalla de Mosul.

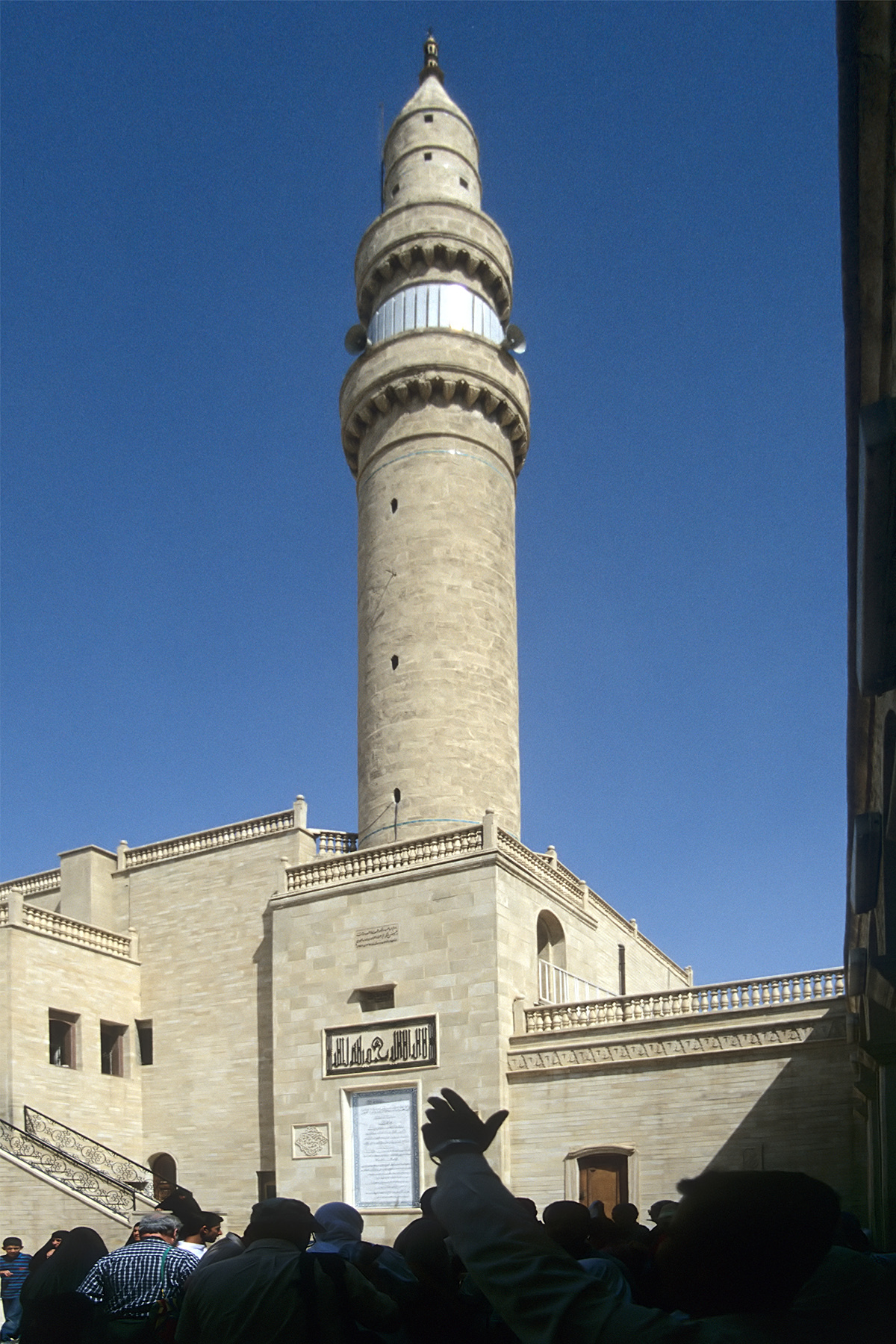
Mesquita del profeta Jonàs (Nabi Yunus), en una imatge del 1999. Va ser destruïda per ISIL el 2014.

L'any 2014, els mitjans de comunicació van informar de la destrucció de múltiples mesquites i santuaris, principalment xiites en diversos indrets de l'Iraq per ISIL. Entre elles es trobaven la mesquita Al-Qubba Husseiniya de Mosul, la mesquita Jawad Husseiniya, el santuari Aqeel Husseiniya a Tal Afar, el santuari sunní Ahmed al-Rifai i una tomba del districte de Mahlabiya i l'anomenada Tomb de la Nena (Qabr al-Bint) de Mossul. Aquesta darrera tomba, feta per honrar a una noia que va morir amb el cor trencat, es va creure que era la tomba de l'erudit medieval Alí ibn al-Athir.
El juny de 2014, l'ISIL va enderrocar el santuari de Fathi al-Ka'en.
El 24 de setembre de 2014, la mesquita Al-Arba'een de Tikrit, amb quaranta tombes de l'època d'Úmar ibn al-Khattab va ser volada. El 26 de febrer de 2015 ISIL també va fer explotar la mesquita Khudr del segle xii del centre de Mosul.
A Mosul, ISIL també va destruir diverses tombes amb ermites construïdes a sobre. El juliol de 2014, ISIL va destruir una de les tombes del profeta Daniel (situada a Mossul) mitjançant explosius. El 24 de juliol de 2014, la tomba i la mesquita del profeta Jonàs es van destruir amb explosius. El 27 de juliol, ISIL va destruir la tomba del profeta Jirjis (Jordi).
El 25 de juliol de 2014, el santuari del segle xiii de l'imam Awn al-Din de Mosul, una de les poques estructures que havia sobreviscut a les conquestes mongoles del segle xiii, va ser destruït per ISIL. La destrucció es va fer principalment amb dispositius explosius, tot i que en alguns casos també es van utilitzar excavadores.
El març de 2015, ISIL va enderrocar completament la mesquita Hamou al-Qadu de Mosul, datada d'abans del 1880. El mateix any ISIL va ordenar l'extracció de tots els elements decoratius i frescos de les mesquites de Mosul, fins i tot aquells amb versos de l'Alcorà que esmenten Al·là. ISIL va considerar que eren "una forma errònia de creativitat, que contradiu els fonaments de la xaria". Almenys un imam de Mosul que es va oposar a aquestes accions fou assassinat per arma de foc.
ISIL també va destruir els santuaris sufis a prop de Trípoli, Líbia, el març de 2015. Els santuaris van ser destruïts amb martells hidràulics i excavadores.
El juny de 2015, es va anunciar que l'ISIL havia fet esclatar les antigues tombes de Mohammed bin Ali i Nizar Abu Bahaeddin, situades prop de les ruïnes de Palmira.
El 2016, ISIL va destruir el Minaret d'Anah situat a la província d'Al Anbar que data de l'època del Califat Abbàssida. El minaret havia estat reconstruït el 2013 després que hagués estat destruït el 2006 per autors desconeguts.
El 2017, ISIL va destruir la Gran Mesquita d'Al-Nuri i el seu minaret inclinat. Aquesta havia estat la mesquita on el dirigent d'ISIL Abu Bakr al-Baghdadi havia declarar l'establiment del califat de l'Estat Islàmic tres anys abans.

### Esglésies i monestirs

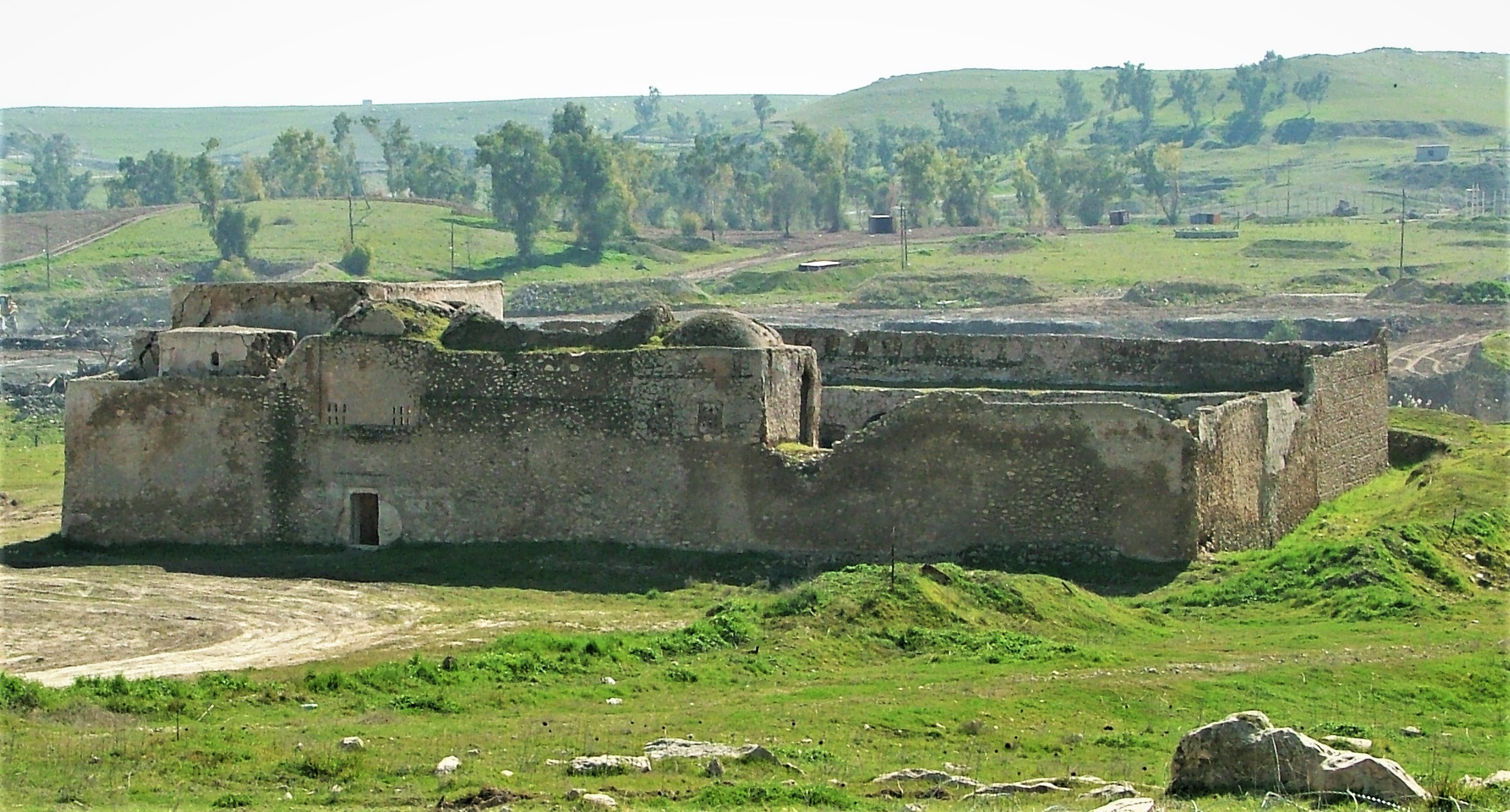
El Monestir de Sant Elies, fundat l'any 595, era un dels més antics de l'Iraq. L'edifici fou totalment destruït el 2014 per Estat Islàmic.

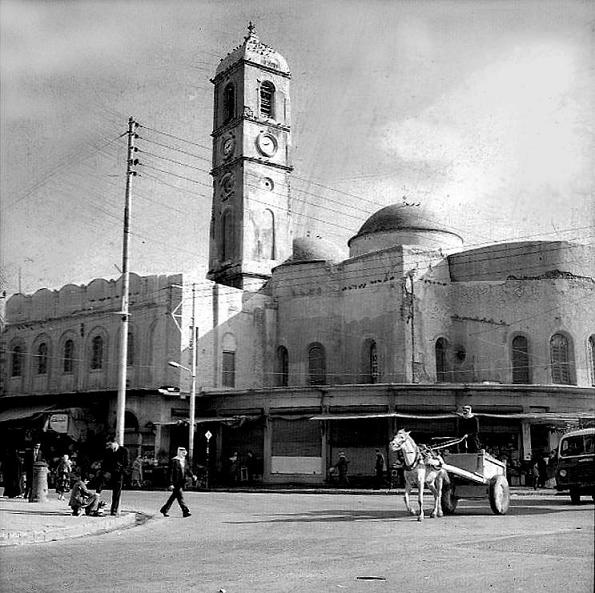
L'església de Sa'a Qadima de Mosul, fou derruïda l'abril de 2016

El juny de 2014, es va informar que els integrants d'ISIL havien estat instruïts per destruir totes les esglésies de Mosul. Des de llavors, la majoria d'esglésies de la ciutat han estat destruïdes.
L'església de la Mare de Déu va ser destruïda amb diversos artefactes explosius improvisats el juliol de 2014.
- El monestir de Sant Elies, el més antic de l'Iraq, va ser enderrocat en algun moment entre setembre i finals d'agost de 2014. No es va informar de la destrucció fins al gener de 2016.[24][25]
- L'església Al-Tahera, construïda a principis del segle xx, possiblement es va fer explotar a principis de febrer de 2015. Tanmateix, no hi ha cap evidència que l'església estigui destruïda.[26]
- L'església de Sant Markourkas, una església catòlica caldea del segle x, va ser destruïda el 9 de març de 2015, segons l'oficial del govern iraquià Dureid Hikmat Tobia. Un cementiri proper també fou enderrocat.[27]
- Una altra església, que es diu que tenia "milers d'anys", es va fer explotar el juliol de 2015. Segons fonts kurdes, quatre nens van morir amb l'explosió de l'església.[28]
- L'església Sa'a Qadima, que va ser construïda el 1872, es va dinamitar l'abril de 2016.[29]

ISIL també va fer esclatar o enderrocar diverses esglésies d'altres llocs d'Iraq o Síria. L'església commemorativa del genocidi armeni a Deir al-Zor (Síria) fou incendiada per militants d'ISIL el 21 de setembre de 2014.
ISIL també va bufar amunt o va derrocar un número d'altres esglésies en qualsevol altre lloc dins Iraq o dins Síria. El Armenian Genocidi Església Commemorativa en Deir ez-Zor, Síria va ser bufada amunt per militants d'ISIL el 21 de setembre de 2014.
El 24 de setembre de 2014, militants d'ISIL van destruir amb dispositius explosius improvisats l'Església Verda o Sant Ahoadamah, del segle vii, de l'Església Assíria Oriental, a l'est a Tikrit.
El monestir de Behnam a Khidr Ilyas, prop de Bakhdida, Iraq va ser destruït per ISIL el març de 2015.
A partir del 5 d'abril de 2015, ISIL va destruir l'església cristiana assíria de la Mare de Déu el diumenge de Pasqua a la ciutat siriana de Tel Nasri. "Mentre les forces conjuntes de les Unitats de Protecció del Poble Kurd i els assiris locals intentaven entrar a la ciutat", ISIL va posar els explosius que van destruir el que encara quedava de l'església. ISIL tenia el control de l'església des del 7 de març de 2015.
El 21 d'agost de 2015, el Monestir de Mar Elian, a prop d' Al-Qaryatayn, a la Governació d'Homs, va ser destruït per ISIL.

### Llocs antics i medievals

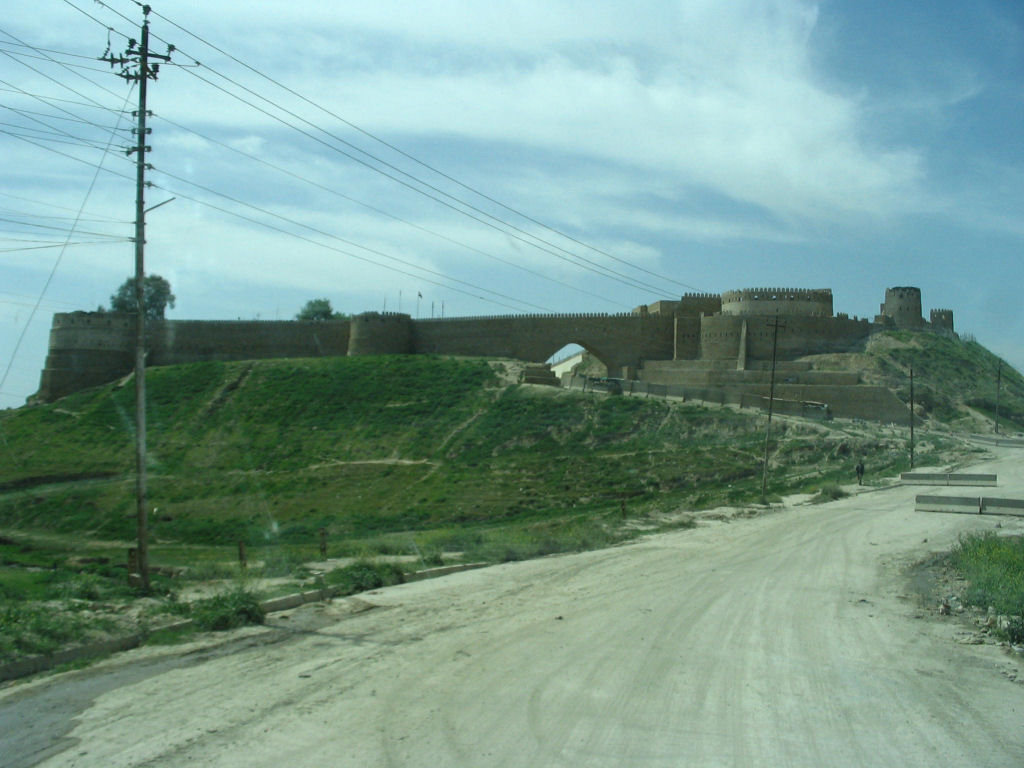
La ciutadella de Tal Afar va ser parcialment destruïda el desembre de 2014

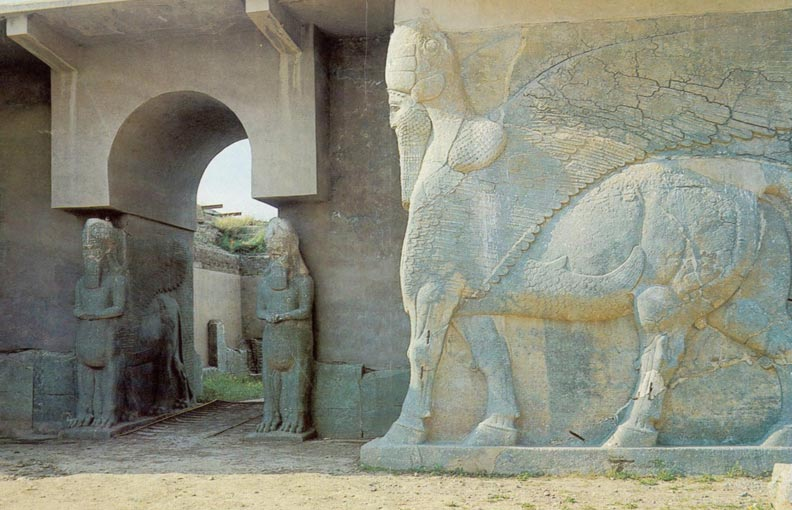
El palau d'Assurnasirpal II de Nimrud, en una imatge de 2007. ISIL el va destruir el març 2015

Al maig de 2014, els membres de l'ISIL van trencar una estàtua neomirèsia de 3.000 anys d'antiguitat de Tel Ajaja. Els informes posteriors van indicar que més d'un 40% dels objectes de Tel Ajaja (Saddikanni) havien estat saquejats per ISIS.
Parts de la ciutadella de Tal Afar van ser explotats per ISIL el desembre de 2014, causant danys importants.
El gener de 2015, l'ISIL va destruir grans parts de la muralla de Nínive al-Tahrir al costat de Mosul. Construccions allunyades de les muralles, inclosa la porta de Mashka i Adad, van ser destruïdes l'abril de 2016.
A la ciutat siriana d'Ar-Raqqà, l'ISIL va ordenar públicament l'enderroc d'una colossal escultura de lleons de l'antiga porta assíria del segle viii aC. També es va destruir una altra estàtua d'un lleó. Ambdues escultures es van trobar a l'espai arqueològic d'Arslan Tash. La destrucció es va publicar a la revista d'ISIL, Dabiq. Entre les estàtues perdudes es troben les de Mulla Uthman al-Mawsili, una dona que porta una urna, i d'Abu-Tammam.
El 26 de febrer de 2015, l'ISIL va publicar un vídeo que mostrava la destrucció de diversos elements antics del Museu de Mosul. Aquests objectes provenien de l'era assíria de l'antiga ciutat d'Hatra. El vídeo en concret mostra el desplaçament d'una estàtua de granit lamassu des del costat dret de la Porta de Nergal a causa d'un martell pneumàtic. L'estàtua havia estat enterrada fins que el 1941 unes fortes pluges van erosionar el sòl al voltant de la porta i van mostrar les dues estàtues a banda i banda. Diversos altres objectes que havien desaparegut del museu es va dir que eren còpies, però més tard el ministre de Cultura d'Iraq, Adel Sharshab, ho va rebatre. Va dir que "El museu de Mosul tenia molts objectes antics, grans i petits. Cap d'ells va ser transportat al Museu Nacional de l'Iraq de Bagdad. D'aquesta manera, tots els objectes que foren destruïts a Mosul eren originals, excepte quatre peces que estaven fetes de guix.
El 5 de març de 2015, l'ISIL va començar la demolició de Nimrud, una ciutat assíria del segle xiii aC. El palau local va ser enderrocat, mentre que les estàtues de lamassu a les portes del palau de Assurnasirpal II van ser aixafades. El video que mostra la destrucció de Nimrud es va publicar l'abril de 2015.
El 7 de març de 2015, fonts kurdes van informar que ISIL hi havia començat la destrucció de Hatra, que ja tenia a sobre l'amenaça d'enderroc després que l'ISIL hagués ocupat l'àrea djacent. L'endemà ISIL va acomiadar Dur Xarrukin, segons un oficial kurd de Mosul, Saeed Mamuzini.
El ministeri de Turisme i Antiguitats de l'Iraq va iniciar una investigació per esclarir els fets el mateix dia. El 8 d'abril de 2015, el Ministeri de Turisme iraquià va informar que ISIL havia destruït les restes del Castell de Bash Tapia del segle xii a Mosul. Des de principis de juliol de 2015, el 20% dels 10.000 jaciments arqueològics de l'Iraq havien estat sota control d'ISIL.
El 2015, el rostre del toro alat de Nínive va ser patir danys.

#### Palmira

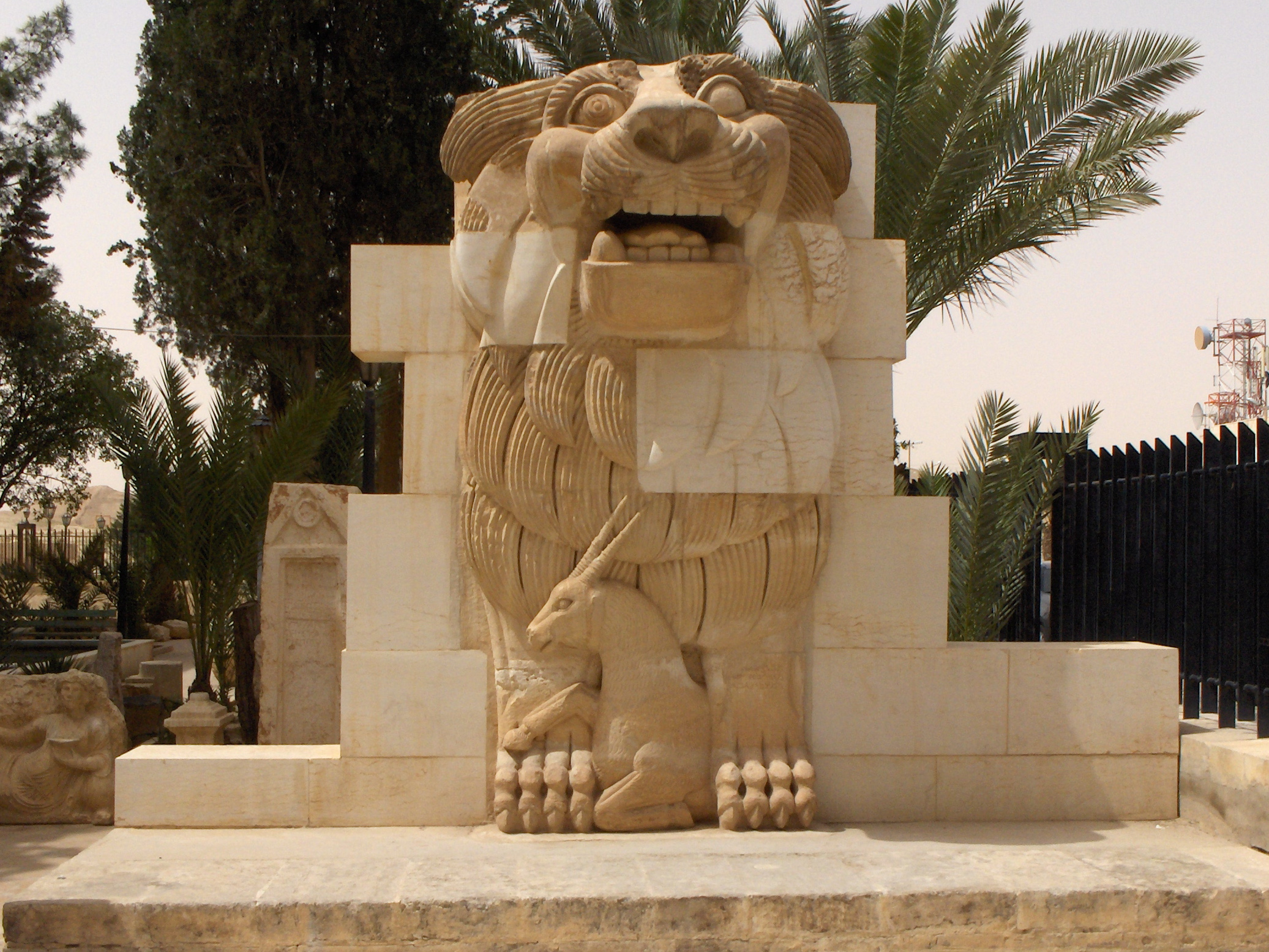
El Lleó de Palmira del, que estava al jardí del Museu Arqueològic de Palmira, fou enderrocat per l'Estat Islàmic el 2015.

Després de la captura de Palmira a Síria, es va informar que l'ISIL no tenia intenció de demolir el patrimoni mundial de la ciutat (tot i que encara tenia la intenció de destruir qualsevol estàtua que considerés "politeista"). El 27 de maig de 2015, ISIL va publicar un vídeo de 87 segons que mostrava parts de les columnates antigues aparentment intactes, així com el Temple de Baal i el Teatre romà de Palmira. El 27 de juny de 2015, tanmateix, l'ISIL va demolir l'antiga estàtua del Lleó de Palmira. Diverses altres estàtues de Palmira que van ser confiscades per contrabandistes o destruïdes per ISIL. El 23 d'agost de 2015, es va informar que ISIL havia fet esclatar el Temple de Baal Shamin del segle i. El 30 d'agost de 2015, l'ISIL va demolir el Temple de Bel amb explosius. Les imatges de satèl·lit del lloc preses poc després mostren que gairebé no en quedava res.
Segons l'informe publicat el 3 de setembre de 2015 per iniciativa del Patrimoni Sirià ASOR, ISIL també va destruir set antigues tombes de torre a Palmira des de finals de juny en dues fases. L'última fase de la destrucció es va produir entre el 27 d'agost i el 2 de setembre de 2015, inclosa la destrucció de la Torre d'Elahbel del segle ii aC, considerada "l'exemple més destacat dels diferents monuments funeraris de Palmira". Abans, les antigues tombes d'Iamliku i Atenaten també havien estat destruïdes. L'arc monumental de Palmira també es va destruir a l'octubre.
Mentre Palmira era recuperada per les forces del govern sirià al març de 2016, els combatents d'ISIL en retirada van fer explotar parts del castell de Palmira del segle xiii, causant importants pèrdues patrimonials.
ISIL també va saquejar i en derrocar l'antiga ciutat de l'Imperi Part i l'Imperi Romà Dura Europos, a l'est de Síria. Sobrenomenada "la Pompeia del desert", la ciutat tenia un significat arqueològic particular.

#### Hatra

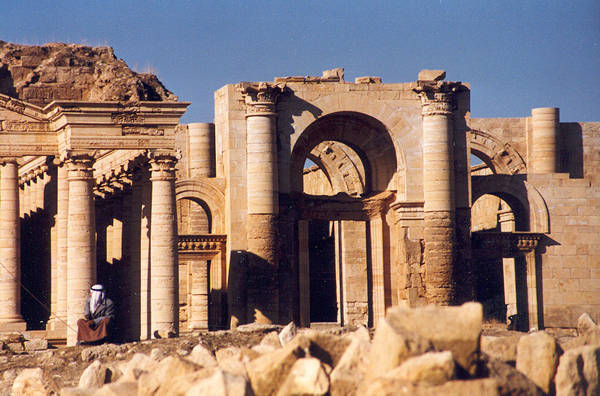
Les ruïnes de la ciutat de Hatra, que datava del, van ser totalment destruïdes el 2015 per Estat Islàmic.

Hatra (àrab: الحضر al-Ḥaḍr) era una antiga ciutat de la Governació de Ninawa i la regió d'Al-Jazira de l'Iraq. Va ser una gran ciutat fortificada i capital del primer Regne Àrab, que va resistir les invasions dels romans en els anys 116 i 198 gràcies a les seves parets altes i gruixudes reforçades per torres. No obstant això, al voltant del 240 dC, la ciutat va caure a Shāpūr I (va regnar del 240 al 272), el sobirà de la dinastia persa Sāsānian, i va ser destruïda. Les restes de la ciutat, especialment els temples on l'arquitectura hel·lenística i romana es barregen amb trets decoratius orientals, donen fe de la grandesa de la seva civilització. La ciutat es troba a 290 km al nord-oest de Bagdad i a 110 km al sud-oest de Mosul. El 7 de març de 2015, diverses fonts, incloses les autoritats iraquianes, van informar que els militars d'ISIL havien començat a destruir les ruïnes d'Hatra. El video publicat per ISIL el mes següent mostrava la destrucció dels monuments. La ciutat antiga va ser reconquerida per les Forces de Mobilització Popular el 26 d'abril de 2017.

### Biblioteques
L'ISIL ha cremat o robat col·leccions de llibres i articles de diversos llocs, inclosa la Biblioteca Central de Mosul (que van fer explotar i cremar), la biblioteca de la Universitat de Mosul, una biblioteca musulmana sunita, l'antiga església llatina i el monestir dels pares dominics i la biblioteca del Museu de Mosul. Algunes de les obres destruïdes o robades es remuntaven a l'any 5000 aC i incloien "diaris iraquians de principis del segle xx, mapes i llibres de l'imperi otomà i col·leccions de llibres que havien aportat unes 100 famílies establertes a Mosul". L'objectiu era destruir tots els llibres no islàmics.

## Resposta
El 22 de setembre de 2014, el secretari d'Estat dels Estats Units, John Kerry, va anunciar que el Departament d'Estat dels Estats Units s'havia associat amb les Iniciatives d'Investigació del Patrimoni Cultural per "documentar de forma exhaustiva l'estat de conservació i el grau d'amenaça dels llocs del patrimoni cultural de l'Iraq i Síria per valorar les futures necessitats de restauració, conservació i protecció". El 2014, el Comitè de la UNESCO per a la Protecció dels Béns Culturals en cas de Conflicte Armat va condemnar a la Novena Reunió els "atacs repetits i deliberats contra béns culturals... en particular a la República Àrab de Síria i la República de Iraq". La directora general de la UNESCO, Irina Bokova, va denunciar que les destruccions a Mosul eren una violació de la resolució 2199 del Consell de Seguretat de les Nacions Unides i la destrucció de Nimrud un crim de guerra.
L'ex primer ministre de l'Iraq, Nuri Al Maliki, va informar que el comitè parlamentari de turisme i antiguitats "havia presentat queixes davant les Nacions Unides per condemnar tots els delictes i abusos d'ISIL, inclosos els que afectaven antics llocs de culte". El 28 de maig de 2015, l'Assemblea General de les Nacions Unides va aprovar per unanimitat una resolució, impulsada per Alemanya i l'Iraq i recolzada per 91 estats membres de l'ONU, afirmant que la destrucció del patrimoni cultural de l'ISIL podria suposar un crim de guerra i instava a prendre mesures internacionals per frenar tals actes, que va qualificar de "tàctica de guerra".
Després de la destrucció del temple de Palmira a l'agost de 2015, l'Institut d'Arqueologia Digital (IDA) va anunciar plans per establir un registre digital de llocs històrics i elements amenaçats per l'avanç d'ISIL. Per aconseguir aquest objectiu, l'IDA, en col·laboració amb la UNESCO, va desplegaria 5.000 càmeres de 3D als socis de l'Orient Mitjà. Les càmeres s'havien d'utilitzar per capturar escaneigs en 3D de ruïnes i relíquies locals.
El director general del Museu Nacional de Praga, Michal Lukeš, va signar un acord el juny de 2017, comprometent la seva institució a ajudar a Síria per salvar, preservar i conservar gran part del seu patrimoni cultural i històric danyat per la guerra, inclòs l'antic lloc de Palmira; es va reunir amb Maamoun Abdulkarim i va discutir els plans per a les obres que va dir que durarien fins a 2019.
El juny de 2017, The World Monuments Fund (WMF) va anunciar una despesa de 500.000 lliures per entrenar refugiats sirians a prop de la frontera siriojordana en la maçoneria tradicional de pedra. L'objectiu és ensenyar a desenvolupar les habilitats necessàries per poder ajudar a restablir els elements patrimonials que han estat danyats o destruïts durant la Guerra Civil siria una vegada que es restableix la pau a Síria.
Algunes petites restauracions ja han començat: Els busts funeraris de Palmira d'un home mort i una dona, que estaven molt deteriorats per l'acció d'ISIL, es van portar de Palmira a Beirut per ser enviats a Roma. Experts italians van processar les fotos amb tecnologia 3D per poder imprimir rèpliques de resina de parts malmeses, que recobrien amb una gruixuda capa de pols de pedra que es combinava amb la pedra original. Aquests fragments s'uniren a les cares danyades dels busts. Les peces restaurades han de tornar a Síria. Abdulkarim va dir que la restauració dels busts havia estat "el primer pas positiu, visible i veritable" que la comunitat internacional havia fet "per protegir l'herència siriana".